# Heinz Sichrovsky

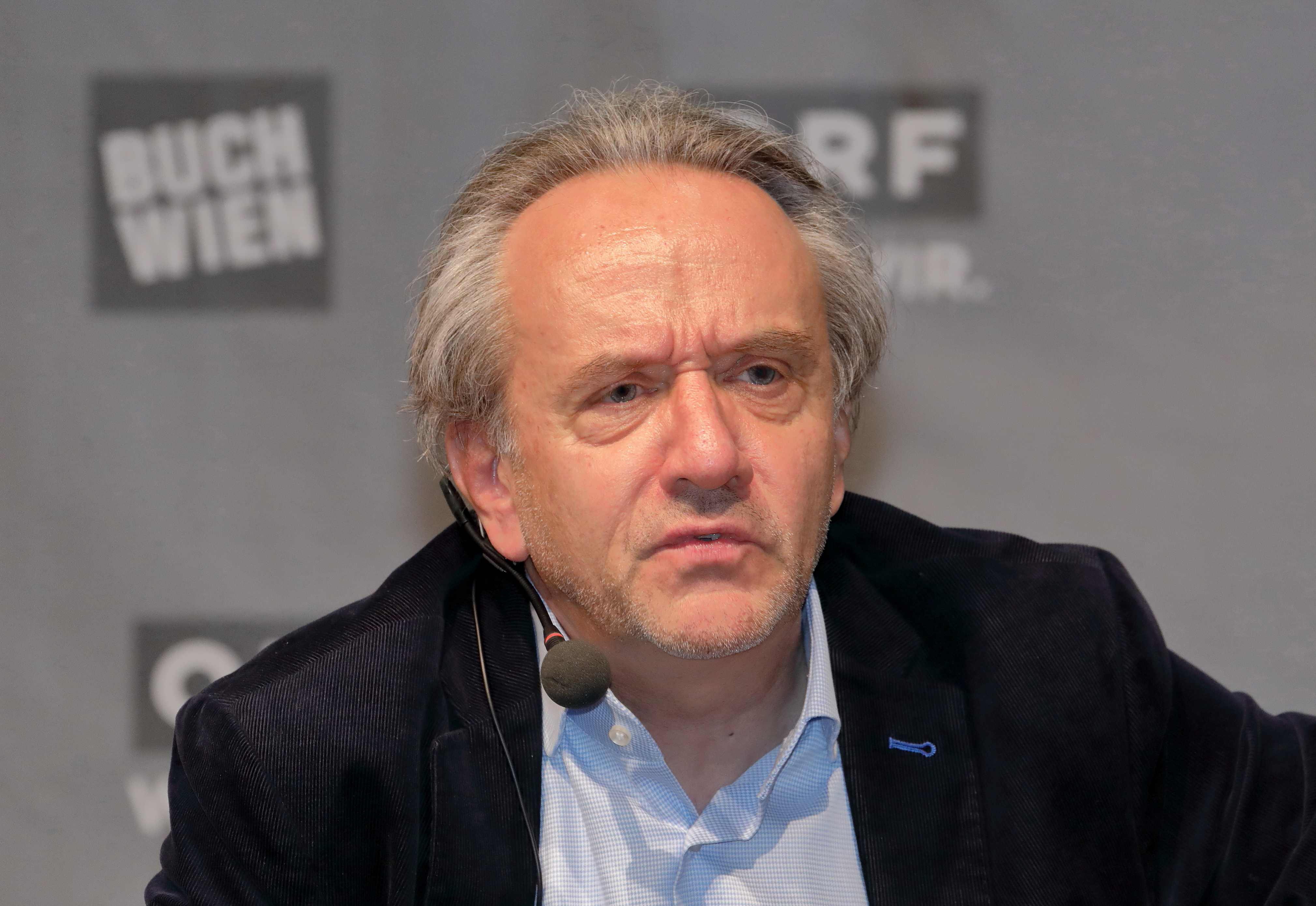
Heinz Sichrovsky (2018)

Heinz Sichrovsky (* 19. Dezember 1954 in Wien) ist ein österreichischer Kulturjournalist und Moderator.

## Leben
Heinz Sichrovsky wurde als Sohn einer Ärztin und eines Mathematikprofessors in Wien geboren. Er besuchte das humanistische Gymnasium Wasagasse. Er studierte an der Universität Wien Literaturwissenschaft mit musikwissenschaftlichem Konnex und arbeitete als Studienassistent am Institut für Germanistik. Während der Arbeit an seiner Dissertation Die Texte zu den Liedern Franz Schuberts identifizierte er Gabriele von Baumberg als Dichterin des Textes von Schuberts Lied D. 39 Lebenstraum. Das Studium brach er ab.
Heinz Sichrovsky wurde Theaterkritiker bei der Arbeiter-Zeitung. 1985 wechselte er zum Monatsmagazin Basta, 1987 wurde er Theaterkritiker der Kronenzeitung. Seit 1992 arbeitet Sichrovsky als Gründungschefredakteur und -kulturchef beim Wochenmagazin News. Ab 1998 wurde das News-Kulturressort unter seiner Leitung für mehrere Jahre zu einer Art Plattform für Peter Handke, der sich wegen der Kritik an seiner Haltung im Jugoslawienkrieg den meisten Medien verweigerte. Ab 2001 gestaltete Sichrovsky öffentliche Künstlergespräche, musik- und literaturwissenschaftliche Veranstaltungsreihen.
Sichrovsky moderiert seit 2010 das Fernseh-Buchmagazin erLesen, zunächst auf dem Sender TW1, dann auf ORF III.
Außerdem schreibt er für die Sonntagsausgabe der Kronenzeitung die Kolumne Unkorrekt.
Heinz Sichrovsky ist verheiratet und hat zwei Töchter.

## Schriften (Auswahl)
- mit Edi Finger sen.: I wear narrisch. Jugend & Volk, Wien 1988.
- Einblicke. Begegnungen und Porträts. Jugend & Volk, Wien 1990, ISBN 3-224-17645-8.
- Mozart, Mowgli, Sherlock Holmes. Musik und Dichtung der Freimaurer. Löcker, Wien 2013, ISBN 978-3-85409-656-6.
- (Hrsg.): Als ich König war und Maurer. Freimaurerdichtung aus vier Jahrhunderten. Studienverlag, Innsbruck-Wien-Bozen 2016, ISBN 978-3706555838.
- Betrachtungen eines Unkorrekten. Ueberreuter, Wien 2018, ISBN 978-3-8000-7704-5.
- Ein Bruderkampf um Troja. Die griechische Götterwelt im Ritual der Freimaurer. Studienverlag, Innsbruck-Wien-Bozen 2018, ISBN 978-3-7065-5926-3.